# Чича Јордан (приповетка)
Чича Јордан је приповетка коју је написао Стеван Сремац. Приповетка носи назив по главном лику који представља једног од успешно изграђених ликова у пишчевом књижевном опусу. Лик Чиче Јордана је приказан живо и реалистично, без икаквих фикција и апстракција.

## Тема
Чича Јордан упркос својој хладној спољашњости помаже дечаку да избегне батине.

## Ликови
- Чича Јордан
- Дечак Гиле
- Дечак Диле
- Господин Радислав
- Апостол и Ванђел
- Мата молер
- Господин Петроније
- Удовица Полексија